# Nedim
Ahmet Nedîm Efendi (نديم) (1681? - 30 de octubre de 1730) fue el seudónimo ( idioma turco otomano : مخلص mahlas) de uno de los poetas otomanos más famosos. Logró su mayor fama durante el reinado de Ahmed III, la llamada Era del Tulipán, de 1718 a 1730. Tanto su vida como su obra a menudo se consideran representativas de la actitud relajada y las influencias europeas de la época. Era conocido por su poesía ligeramente decadente, incluso licenciosa, a menudo expresada en los formatos clásicos más sobrios, pero también por llevar las formas poéticas populares de türkü y şarkı a la corte.

## Biografía
Nedim, cuyo verdadero nombre era Ahmed (أحمد), nació en Estambul en algún momento alrededor del año 1681. Su padre, Mehmed Efendi, había servido como un juez militar en jefe (قاضسکر Kazasker ) durante el reinado del otomano sultán Ibrahim I. A una temprana edad, Nedim comenzó sus estudios en una madrasa, donde aprendió árabe y persa. Después de completar sus estudios, se fue a trabajar como un erudito de la ley islámica.
En un intento de obtener reconocimiento como poeta, Nedim escribió varias casidas, o poemas panegíricos , dedicados a Ali Pasha , el Gran Visir otomano de 1713 a 1716; sin embargo, no fue sino hasta que, de nuevo a través de los casidas, logró impresionar al Gran Visir posterior, Ibrahim Pasha, que Nedim logró ganar un punto de apoyo en la corte del sultán. A partir de entonces, Nedim se hizo muy cercano al Gran Visir, quien efectivamente sirvió como su patrocinador bajo el sistema de mecenazgo otomano. El visir de Ibrahim Pasha coincidió con la Era del Tulipán Otomano, una época conocida tanto por sus logros estéticos como por su decadencia., y como Nedim participó fervientemente en esta atmósfera, a menudo se le llama el «Poeta del Período Tulipán». Se cree que Nedim fue un alcohólico y un consumidor de drogas, muy probablemente de opio.
Se sabe que Nedim murió en 1730 durante la revuelta jenízara iniciada por Patrona Halil, pero hay historias contradictorias sobre la forma de su muerte.

## Obra
Nedim ahora se considera generalmente, junto con Fuzûlî y Bâkî, ser uno de los tres poetas más grandes en la tradición de la poesía del Divan otomano. No fue, sin embargo, hasta hace relativamente poco tiempo que llegó a ser visto como tal: en su propio tiempo, por ejemplo, el título de reîs-i şâirân (رئيس شاعران), o «presidente de poetas», fue otorgado por el sultán Ahmed III no a Nedim, sino al poeta Osmanzâde Tâib, que ahora está considerado relativamente oscuro, y también a otros muchos poetas se les consideraba superiores a Nedim en su época. Esta relativa falta de reconocimiento puede haber tenido algo que ver con la novedad absoluta del trabajo de Nedim, mucho de la cual fue bastante radical para su época.
La mayor innovación de Nedim en términos de contenido fue su celebración abierta de la ciudad de Estambul. Esto puede verse, por ejemplo, en la abertura pareado ( Beyit ) de su "Panegyric para İbrâhîm Pasha en Alabanza de Estambul" ( İstanbul'u Vasif zımnında Ibrahim Paşa'a kasîde ):
بو شهر ستنبول كه بىمثل و بهادر
بر سنگکه يكپاره عجم ملکی فداءدر
Bu şehr-i Sıtanbûl ki bî-misl-ü behâdır
Bir sengine yekpâre Acem mülkü fedâdır
¡Oh ciudad de Estambul, invaluable e incomparable!
¡Sacrificaría toda Persia por una de tus piedras!
En las líneas también destacan la gran innovación de Nedim en términos de lenguaje; no únicamente son una canción, un estilo de verso normalmente asociado con la literatura popular turca y muy poco utilizado por poetas Divan anteriores, sino que también usan una gramática y, especialmente, un vocabulario que se encuentra tanto en turco como árabe o Persa, otro aspecto no muy visto en la poesía de Divan de esa época o antes.